# Ralf Friedrich (Terrorist)
Baptist-Ralf Friedrich (* 30. November 1946 in Landsweiler-Reden) ist ein ehemaliger Terrorist. Er war von 1977 bis 1980 Mitglied in der Roten Armee Fraktion (RAF). 1992 wurde er zu einer Freiheitsstrafe von sechseinhalb Jahren verurteilt.

## Leben
Ralf Friedrich wuchs im saarländischen Ort Landsweiler-Reden auf und legte 1967 das Abitur ab. Ab 1972 studierte er Volkswirtschaftslehre an der Universität Heidelberg. Er zog dort in eine Wohngemeinschaft ein, in der auch Mitglieder der linksradikalen Szene wohnten, die im Sozialistischen Patientenkollektiv aktiv waren. Mit einigen von ihnen schloss er sich zur Heidelberger Gruppe des „Komitees gegen Folter an politischen Gefangenen in der BRD“ zusammen, das die inhaftierten RAF-Terroristen durch Solidaritätsaktionen unterstützte. Die Gruppe umfasste rund zwei Dutzend Mitglieder, darunter mehrere spätere RAF-Terroristen wie Sieglinde Hofmann, Lutz Taufer, Siegfried Haag und Elisabeth von Dyck.
Am 30. Oktober 1974 beteiligte er sich an der Besetzung des Hamburger Büros von Amnesty International. An derselben Aktion beteiligten sich unter anderem auch Susanne Albrecht und Christian Klar. Viele der Teilnehmer der Besetzung schlossen sich später der RAF an, wo sie als sogenannte „zweite Generation“ bekannt wurden. Ab 1975 arbeitete Friedrich auf Vermittlung von Elisabeth von Dyck in der Stuttgarter Kanzlei des RAF-Anwaltes Klaus Croissant. 1977 trat Friedrich der Rote Armee Fraktion bei und wurde von den Behörden dem harten Kern zugerechnet.
Ende 1979 entschied er sich mit weiteren Terroristen für einen Ausstieg aus der RAF. 1980 tauchte er gemeinsam mit Sigrid Sternebeck in der DDR unter und ließ sich dort unter dem falschen Namen Eildberg einbürgern. Dort heirateten sie und bekamen im Jahre 1983 eine Tochter. Als Angestellter einer Papierfabrik in Schwedt/Oder stieg er bis 1990 vom Hilfsarbeiter in der Funktion eines Gabelstaplerfahrers bis zum Einkaufsleiter auf.
Als nach dem Ende der SED-Diktatur in der DDR eine Enttarnung der RAF-Terroristen erfolgte, wurde er am 15. Juni 1990 festgenommen und kurz darauf wieder freigelassen. Der Tatvorwurf des Verdachts auf Mitgliedschaft in einer terroristischen Vereinigung war inzwischen verjährt. Im August erschien ein ausführliches Interview im Hamburger Nachrichtenmagazin Spiegel. Am 19. November 1990 wurde er wegen des Verdachtes des versuchten Mordes, Herbeiführen einer Sprengstoffexplosion und anderer Straftaten erneut verhaftet. Er soll auch am Sprengstoffanschlag auf US-General Alexander Haig am 25. Juni 1979 in Belgien beteiligt gewesen sein. 1992 wurde er unter Berücksichtigung der Kronzeugenregelung zu einer Freiheitsstrafe von sechseinhalb Jahren verurteilt. Nach der vorzeitigen Entlassung lebt er unter anderem Namen in Norddeutschland.